# Romain Maes
Romain Maes (* 10. August 1912 in Zerkegem; † 22. Februar 1983 in Groot-Bijgaarden) war ein belgischer Radrennfahrer, der die Tour de France 1935 gewinnen konnte. Es gibt keine Verwandtschaft zu Sylvère Maes, dem belgischen Tour-de-France-Sieger von 1936 und 1939.

## Karriere
Maes begann seine Profikarriere 1933 und gewann in diesem Jahr gleich die Rundfahrt Circuit de l’Ouest. Beim Rennen Paris–Dünkirchen belegte er den dritten Platz. 1934 gelang Maes je ein Etappensieg beim Circuit de l’Ouest und bei Paris–Nizza, bei der Tour de France wurde er zweimal Zweiter einer Etappe, bevor er die Tour abbrach.
1935 gewann Maes die erste Etappe der Tour de France und erhielt das gelbe Trikot übergestreift. Er gewann noch zwei weitere Etappen und behielt das gelbe Trikot bis zum Ziel in Paris. Maes hatte am Ende fast achtzehn Minuten Vorsprung auf den zweitplatzierten Italiener Ambrogio Morelli. Es sollte die einzige Frankreichrundfahrt bleiben, bei der Maes das Ziel erreichte. Außer der Tour de France gewann Maes 1935 noch das Rennen Paris–Lille und ein Kriterium in Tournai.
1936 siegte Maes beim Circuit de Paris und belegte den zweiten Platz bei Paris–Roubaix. 1937 wurde Maes Zweiter beim Grand Prix in Condroz, 1938 belegte er ebenfalls einen zweiten Platz bei Paris–Brüssel. 1939 gewann Maes ein Einzelzeitfahren bei der Tour de France, siegte im Omloop der Vlaamse Gewesten und belegte bei der Flandern-Rundfahrt den zweiten Platz hinter Albert Sercu, dem Vater von Patrick Sercu.
1942, mitten im Zweiten Weltkrieg, gewann Romain Maes zwei Radrennen und eine Etappe bei einer Rundfahrt. Nach dem Krieg wurde Maes nicht wieder aktiv.

## Palmarès
- Sieg bei der Tour de France 1935.
- 2. Rang bei Paris–Roubaix (1936)

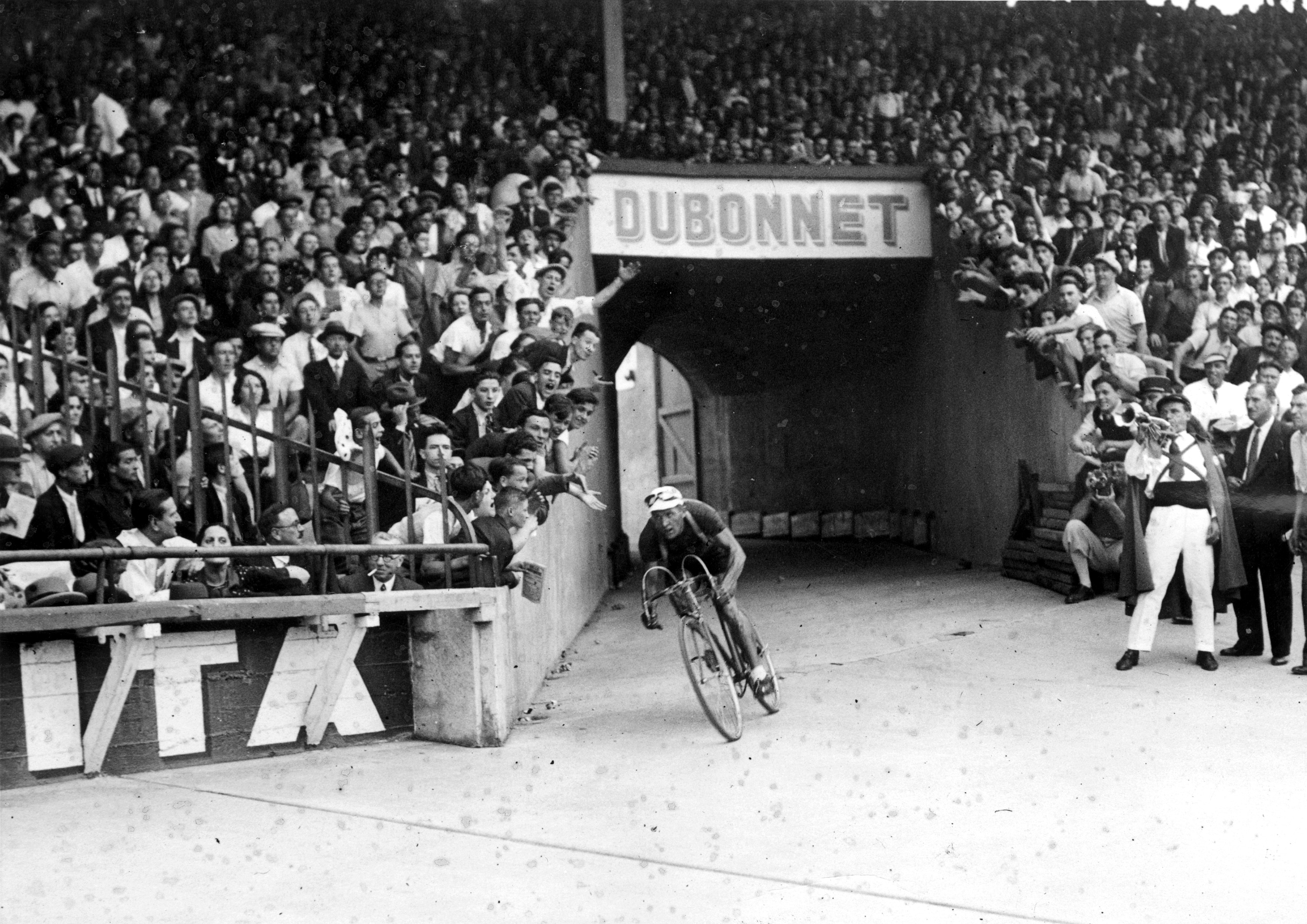
Romain Maes bei der Tour de France 1935

- 2. Rang bei der Flandern-Rundfahrt (1939)

### Klassierungen bei der Tour de France
- 1934: aufgegeben
- 1935: 1. Rang (3 Etappensiege)
- 1936: aufgegeben
- 1939: aufgegeben (1 Etappensieg)